# Pocshonbo Elektronikus Együttes
A Pocshonbo Elektronikus Együttes (hangul: 보천보전자악단, handzsa: 普天堡電子樂團, RR: Bocheonbo jeonja akdan; Pocshonbo csondzsa aktan), vagy angol nevén Pochonbo Electronic Ensemble 1983-ban, Kim Dzsongil (Kim Jong-il) parancsára jött létre. Az ország egyik legnépszerűbb együttese, de mint mindet, ennek a számait is ellenőrzi a kormánypárt. Népdalokat, katonaindulókat játszanak. Zenéjük gyakran hallható a Korea Hangja nevű észak-koreai rádióállomáson. 2007-ig 150 lemezt adtak ki.
Nevét a pocshonbói (bocheonbói) csata után kapta, ami 1937. július 4-én zajlott Kim Ir Szen (Kim Il-sung) katonái és a japán megszállók között, Pocshonbo (Bocheonbo) közelében. 2012-ben megszűnt, a Moranbong Band lett a jogutódja.

## Hajdani tagjai
- Cson Hjejong (Chon Hye-yong) (전혜영, 全惠英)
- Ri Gjongszuk (Ri Kyong-suk) (리경숙, 李京淑)
- Cso Gumhva (Cho Kum-hwa) (조금화, 趙錦花)
- Kim Gvangszuk (Kim Kwang-suk) (김광숙, 金光淑)
- Ri Bunhi (Ri Bun-hui) (리분희, 李粉姫)

## Fordítás
- Ez a szócikk részben vagy egészben  a   Pochonbo Electronic Ensemble című angol Wikipédia-szócikk fordításán alapul.  Az eredeti cikk szerkesztőit annak laptörténete sorolja fel. Ez a jelzés csupán a megfogalmazás eredetét és a szerzői jogokat jelzi, nem szolgál a cikkben szereplő információk forrásmegjelöléseként.